# Valangin (obec)
Valangin je bývalá samostatná obec v kantonu Neuchâtel na západě Švýcarska. Žije zde asi 500 obyvatel. 
Dříve samostatná obec se k 1. lednu 2021 společně s obcemi Corcelles-Cormondrèche a Peseux sloučila s městem Neuchâtel.

## Geografie
Valangin leží v nadmořské výšce 651 m, vzdušnou čarou 3 km severozápadně od hlavního města kantonu, Neuchâtelu. Obec leží v údolí řeky Seyon při ústí přítoku Sorge na jihu údolí Val de Ruz v Neuchâtelském Jurovi. Nachází se u horního vchodu do Seyonské soutěsky, údolí, kterým řeka Seyon proráží nejpřednější masiv Jury.
Území bývalé obce o rozloze 3,8 km² zahrnovalo část na jih od údolní deprese Val de Ruz. Seyon a její přítoky včetně Sorge se v této části povodí noří do údolí hlubokých až 80 metrů. Pod Valanginem Seyon vstupuje do soutěsky, která odděluje masiv Chaumont na východě od zalesněných výšin Combe Perroud na západě. Nejvyšší bod se nachází v nadmořské výšce 800 m na západním svahu Chaumontu. V roce 1997 tvořila 8 % rozlohy obce zastavěná plocha, 51 % lesy a lesní porosty, 40 % zemědělství a o něco méně než 1 % neproduktivní půda.
Valangin zahrnoval vesnice La Borcarderie (674 m n. m.) v údolí Seyon a Bussy (746 m n. m.) v povodí Val de Ruz západně od obce a několik jednotlivých farem. Sousedními obcemi byly Val-de-Ruz, Neuchâtel a Peseux.

## Historie

Letecký pohled (1927)

Historie Valanginu je úzce spjata s historií stejnojmenného hradu. První zmínka o panství Valangin se objevuje kolem roku 1150 v darovací listině opatství Fontaine-André v Hauterive. Kolem roku 1215 přešlo panství na hrabata z Aarbergu, větev hrabat z Neuchâtelu z rodu Fenisů. Panství Valangin zahrnovalo celé údolí Val de Ruz a sahalo až k La Chaux-de-Fonds a Les Brenets. Brzy však došlo ke sporům mezi Valanginem, který si chtěl zachovat nezávislost na Neuchâtelu, a proto se spojil s basilejským biskupem, a hrabaty z Neuchâtelu. V bitvě u Coffrane zvítězil Rudolf Neuchâtelský v roce 1296 nad Valanginem. Protože se poté basilejský biskup pokusil zmocnit se panství Valangin, zničil Rudolf z Neuchâtelu také vesnici La Bonneville.
V následujícím období patřilo panství Valangin částečně hrabatům z Neuchâtelu a částečně hrabatům z Montbéliardu, až nakonec v roce 1592 připadlo Neuchâtelu. V roce 1536 se obyvatelé Valanginu připojili k reformaci. Neuchâtel byl od roku 1648 knížectvím a od roku 1707 byl spojen personální unií s Pruským královstvím. V roce 1806 bylo území postoupeno Napoleonovi a v roce 1815 se v rámci Vídeňského kongresu stalo součástí Švýcarské konfederace, přičemž pruští králové zůstali až do roku 1848 (formálně do Neuchâtelské smlouvy z roku 1857) také knížaty Neuchâtelu. Až do 19. století byl Valangin sídlem odvolacího soudu tří stavů a politického orgánu (Bourgeoisie de Valangin), který byl zrušen v roce 1852.

## Obyvatelstvo

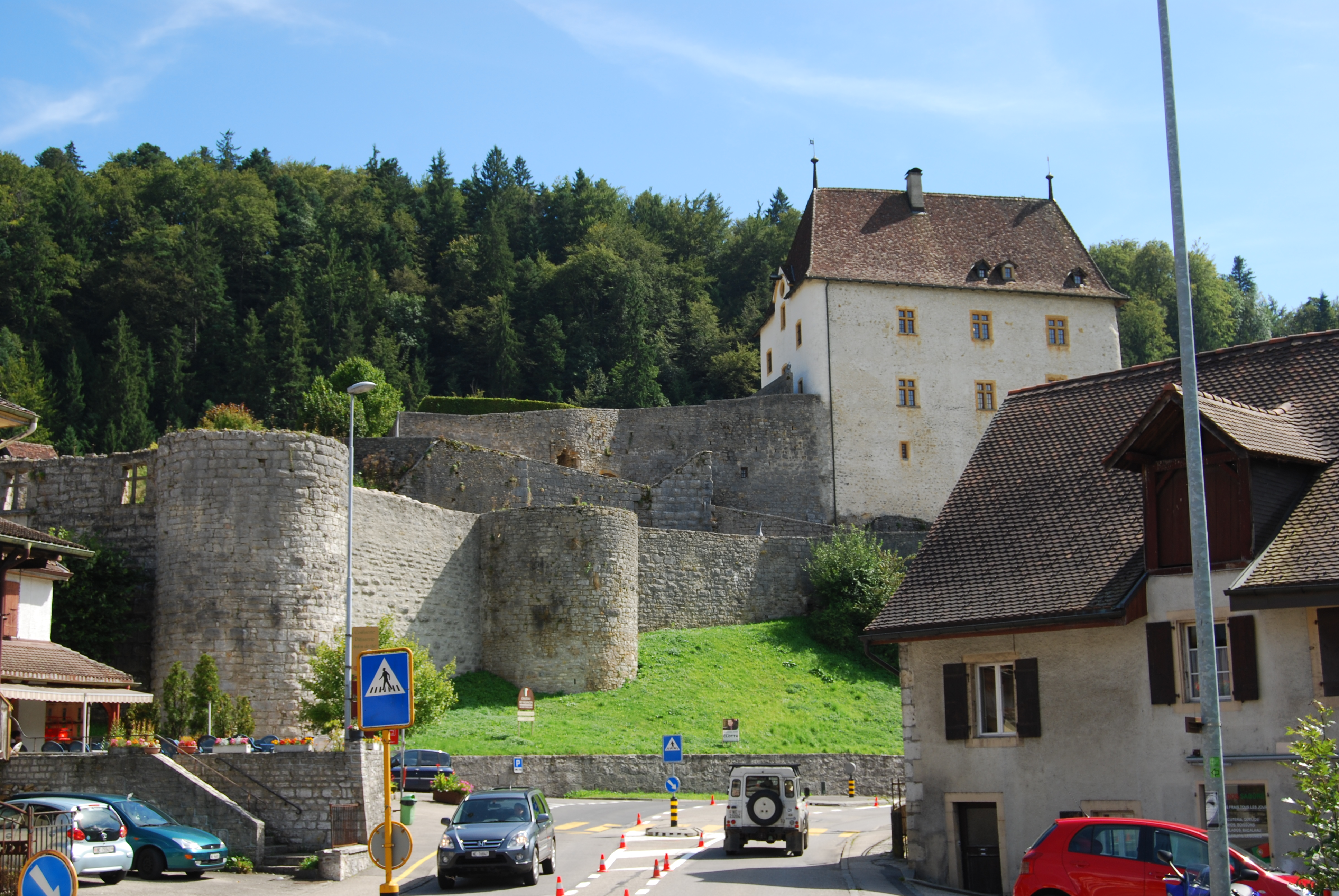
Hrad Valangin

Z celkového počtu obyvatel je 87,0 % francouzsky mluvících, 5,5 % portugalsky mluvících a 3,5 % německy mluvících (údaj z roku 2000).

## Hospodářství
Valangin byl po dlouhou dobu vesnicí, která se vyznačovala především zemědělstvím. Dnes se obyvatelé živí řemesly, drobným místním podnikáním (pila, zámečnictví) a cestovním ruchem. Mnoho pracujících také dojíždí za prací a pracuje převážně v Neuchâtelu.
Zvláštní postavení v obci zaujímá společnost Belval S.A., která vznikla z jednočlenné distribuční firmy na filmové vybavení a promítačky založené v roce 1979. Společnost s 15 zaměstnanci vyrábí testovací zařízení pro solární články a solární moduly, po kterých je poptávka po celém světě. Vyrábí se zde však také automatické třídiče fotovoltaických článků a zařízení pro simulaci slunečního záření. V červenci 2007 společnost Belval zcela převzal výrobce výrobních linek 3S Industries AG a v roce 2008 ji přejmenoval na Pasan.

## Doprava
Obec má dobré dopravní spojení. Objíždí ji dvouproudová rychlostní silnice, která spojuje Neuchâtel s La Chaux-de-Fonds. Z rychlostní silnice zde odbočuje kantonální silnice z Neuchâtelu do Dombressonu. Valangin je napojen na síť veřejné dopravy autobusovou linkou, která vede z Neuchâtelu přes Cernier do Villiers. V letech 1949–1969 do obce zajížděly také neuchâtelské trolejbusy. Obě sítě spolu ve Valanginu sousedily a z Neuchâtelu do Cernier vedla souvislá společná linka 4. V roce 1969 byla tato linka zrušena.

## Osobnosti
- Jean-François Balmer (* 1946), švýcarsko-francouzský herec